# Nuklearna renesansa
Nuklearna renesansa pojam je koji se od otprilike 2001. godine koristi kao referenca za mogući preporod industrije nuklearne energije što je potaknuto povećanjem cijena fosilnih goriva kao i novom zabrinutošću o ograničenjima emisija stakleničkih plinova.  U isto vrijeme predložene su brojne barijere vezane za nuklearnu renesansu kao što su: nepovoljna ekonomija u odnosu na druge izvore energije, sporost u rješavanju pitanja klimatskih promjena, industrijska uska grla i manjak kadra u nuklearnom sektoru te važno pitanje o tome što učiniti s nuklearnim otpadom ili iskorištenim nuklearnim gorivom. Međutim, analiza mjerodavnih studija iz 2011. godine sugerira da je nuklearna energija najjeftinija niskougljična tehnologija i da ima najviše potencijala za zadovoljavanje zahtjeva Međuvladinog panela o klimatskim promjenama. Tu su i problemi sa sve više nuklearnih nesreća, sigurnošću i nuklearnim oružjem.
.
Izgradnja nuklearnih reaktora u Finskoj i Francuskoj, koji su trebali voditi k nuklearnom preporodu, u zastoju su zbog prekoračena budžeta. U Kini su u izgradnji 27 reaktora, a značajan broj reaktora gradi se i u Južnoj Koreji, Indiji i Rusiji. U narednih 10-15 godina bit će zatvoreno barem 100 starijih i manjih reaktora.
U ožujku 2011. godine, nuklearna nesreća u Japanskoj elektrani Fukushima i drugim postrojenjima navela je neke stručnjake da se zapitaju o budućnosti nuklearne renesanse. Platts je izvijestio da je kriza u Fukushimi navela vodeće zemlje po potrošnji energije da preispitaju sigurnost svojih postojećih reaktora.
 Kina, Njemačka, Švicarska, Izrael, Malezija, Tajland, Ujedinjeno Kraljevstvo, Italija i Filipini preispituju svoj nuklearni program. Indonezija i Vijetnam još uvijek planiraju izgradnju nuklearnih postrojenja. Zemlje poput Australije, Austrije, Danske, Grčke, Irske, Latvije, Lihtenštajna, Luksemburga, Portugala, Izraela, Malezije, Novog Zelanda, i Norveške protive se programu nuklearne energije. 
U izvješću UBS-a dostavljenom 12. travnja 2011. godine predviđa se da će se oko 30 nuklearnih reaktora širom svijeta vjerojatno zatvoriti, a najvjerojatnije one koje se nalaze na seizmički aktivnim područjima ili blizu međunarodnih granica. Analize pokazuju da će čak i zemlje koje zagovaraju nuklearnu energiju poput Francuske biti prisiljene zatvoriti najmanje dva reaktora kako bi pokazali političku angažiranost i kako bi javnost ponovno prihvatila nuklearnu energiju.  U rujnu 2011. godine njemački Siemens objavio je da će se u potpunosti povući iz nuklearne industrije kao odgovor na nuklearnu katastrofu u Fukushimi.
Izvješće World Energy Outlook iz 2011. godine International Energy Agencyja kaže da će svaka sumnja u nuklearnu energiju imati dalekosežne posljedice i da bi veliki odmak od nuklearne energije povećao potražnju za fosilnim gorivima tako povećavajući zabrinutost za cijenu energije, energetsku sigurnost i suzbijanje klimatskih promjena. Izvješće također kaže da bi posljedice bile najgore za zemlje s ograničenim lokalnim energetskim resursima koje se uvelike oslanjaju na nuklearnu energiju u budućnosti.

## Pregled
Od travnja 2012., ukupno 436 nuklearnih reaktora bilo je u pogonu u 30 zemalja, osam manje od povijesnog maksimuma koji je iznosio 444 u 2002. godini. S radom je započelo 28 postrojenja od 2002., a zatvoreno ih je 36 uključujući 6 postrojenja u Fukushimi u Japanu. Ukupan broj svjetskih reaktora ima nominalan kapacitet od oko 370 GW. Unatoč tome što je 2012. godine u pogonu bilo 8 nuklearnih elektrana manje nego 2002. godine, ukupni kapacitet bio je veći 2012. godine za 7 GW. Broj novih nuklearnih reaktora, broj ukupno ugašenih elektrana i ukupno započetih projekata izgradnje po izvješću IAEA-e:
| Godina | Nova priključenja | Nova priključenja | Prekid rada | Prekid rada | Promjena mreže | Promjena mreže |            | Inicirana izgradnja | Inicirana izgradnja |
| Godina | # reaktora        | GW                | # reaktora  | GW          | # reaktora     | GW             | # reaktora | GW                  |                     |
| 2004.  | 5                 | 4.8               | 05          | 1.4         | ±0             | +3.4           | 02         | 01.3                |                     |
| 2005.  | 4                 | 3.8               | 02          | 0.9         | +2             | +2.9           | 03         | 02.9                |                     |
| 2006.  | 2                 | 1.5               | 08          | 2.2         | −6             | −0.7           | 04         | 03.3                |                     |
| 2007.  | 3                 | 1.9               | 0           | ––          | +3             | +1.9           | 08         | 06.5                |                     |
| 2008.  | 0                 | ––                | 01          | 0.4         | −1             | −0.4           | 10         | 10.5                |                     |
| 2009.  | 2                 | 1.0               | 03          | 2.5         | −1             | −1.4           | 12         | 13.1                |                     |
| 2010.  | 5                 | 3.8               | 01          | 0.1         | +4             | +3.6           | 16         | 15.8                |                     |
| 2011.  | 7                 | 4.0               | 13          | 11.4        | −6             | −7.4           | 04         | 01.9                |                     |
| 2012.  | 3                 | 2.9               | 03          | 1.3         | 0              | +1.6           |            | 07                  | 06.9                |

## Nezgode i sigurnost nuklearnih elektrana
Nakon potresa, cunamija i kvara na rashladnom sustavu nuklearnog reaktora u Fukushimi u Japanu 2011. godine, proglašeno je izvanredno stanje. To je bio prvi put da je u Japanu proglašeno izvanredno stanje i 140 000 stanovnika u krugu od 20 km moralo se evakuirati zbog opasnosti od radioaktivnog zračenja.
Druge zabrinjavajuće nesreće događaju se čak i u dobro kontroliranim industrijama kao što je SAD. 
Nakon terorističkog napada 11. rujna 2001., povećala se zabrinutost da bi se nuklearna postrojenja mogla naći na meti terorističkih ili kriminalnih napada. 
Nekoliko studija pokazalo je da je nuklearna energija sigurnija od svih drugih oblika s obzirom na broj stradalih u proizvodnim procesima.